# 上南侑生
上南侑生（うえみなみ ゆい，1989年10月19日—），日本女子花樣游泳运动员。大阪府出生，畢業於東陽中学校及四天王寺高校，現就讀於立命館大學。

## 生涯
2010年，與隊友參加廣州亞運會花樣游泳比賽的集體及自由組合比賽，奪得兩面銀牌。